# Little Cawthorpe
Little Cawthorpe is een civil parish in het bestuurlijke gebied East Lindsey, in het Engelse graafschap Lincolnshire. Het ligt circa 5 km ten zuidoosten van het stadje Louth. In 2001 telde het dorp 158 inwoners.